# Klimaatnegatief
Klimaatnegatief of CO2-negatief zijn termen die aangeven dat een productieproces of bedrijfsactiviteit meer CO2 fixeert in de bodem, dan dat er wordt vrijgegeven in de atmosfeer. Hierdoor dragen deze productieprocessen of bedrijfsactiviteiten bij aan het reduceren van de hoeveelheid CO2 in de atmosfeer en leveren ze een bijdrage aan de doelstellingen van het akkoord van Parijs. Er zijn organisaties die ervoor kiezen om de term CO2-positief te gebruiken vanuit het oogpunt van woordgebruik. Het woord positief klinkt zogezegd beter en positiever. Dat snijdt echter geen hout omdat het hier om een wiskundige vergelijking gaat.

## Achtergrond
Klimaatverandering is een mondiaal milieuprobleem. Het is nauw verweven met de energie-intensieve economieën. Twee derde van het versterkte broeikaseffect wordt veroorzaakt door CO2-emissies die samenhangen met gebruik van fossiele brandstoffen: kolen, aardolie en aardgas. Naast CO2 zijn er andere gassen die het broeikaseffect veroorzaken. Deze worden vaak omgerekend naar hun CO2-equivalent.
Deze broeikasemissies stijgen nog steeds en de economie groeit, vooral in ontwikkelingslanden, dus het probleem wordt steeds groter. Er is daarom behoefte aan een nieuw soort bedrijfsproces, namelijk een bedrijfsproces dat meer CO2 fixeert in de bodem dan dat er vrij komt in de atmosfeer. Op die manier kan een bedrijfsproces bijdragen aan de afname van de broeikasemissies.

## Klimaatcompensatie 2.0
Klimaatcompensatie 2.0 is het dubbel compenseren van de uitstoot van broeikasgassen die samenhangt met een organisatie, productie of consumptie met als gevolg een CO2-negatief bedrijfsproces. Dit is de snelst te realiseren vorm van klimaatcompensatie. Steeds meer wordt duidelijk dat er ongerijmdheden in de huidige emissiehandel zitten. Mede als gevolg hiervan ontstaan er slimmere manieren om CO2 uitstoot te compenseren. Zo is het sinds kort mogelijk om Vrijwillige Emissie-Reducties op te kopen en te laten vernietigen.